# Villerot
Villerot is een dorp in de Belgische provincie Henegouwen, en een deelgemeente van de Waalse stad Saint-Ghislain. Villerot was een zelfstandige gemeente tot aan de gemeentelijke herindeling van 1977.

## Bezienswaardigheden
- De Sint-Pieterskerk (Église Saint-Pierre) was oorspronkelijk een 12e-eeuwse romaanse kerk die eind 16e eeuw in gotische stijl werd herbouwd en in 1851, met behoud van enkele fragmenten van de oudere kerk, waaronder de toren van 1727, opnieuw werd herbouwd. De onderbouw van de toren is nog romaans.

## Natuur en landschap
De hoogte aan de kerk bedraagt 60 meter. Ten oosten van Villerot ligt een bosgebied.

## Economie
In Villerot werd zandsteen gewonnen en ook werden er refractaire gesteenten gewonnen voor de productie van vuurvaste steen.
Ten zuiden van de kom ligt een groot bedrijventerrein, deels op het grondgebied van Tertre, aan het Kanaal Nimy-Blaton-Péronnes.

## Demografische ontwikkeling
- Bronnen:NIS, Opm:1831 tot en met 1970=volkstellingen

## Nabijgelegen kernen
Hautrage, Hautrage-État, Sirault, Baudour